# Blood of Bannockburn
Blood of Bannockburn je druhý singl z alba The Last Stand, vydaném v roce 2016 švédskou heavy/power metalovou kapelou Sabaton. Singl byl poprvé zahrán 14. července 2016 na švédském rádiu Bandit Rock. Oficiálně vyšel o den později, 15. července, na YouTube kanále vydavatelství Nuclear Blast.

## O písni
Téměř tří minutová píseň vypráví o bitvě u Bannockburnu v roce 1314. V té se skotským vojákům vedeným Robertem I. Skotským podařilo porazit anglické vojáky pod velením anglického krále Eduarda II. Díky této výhře Robert I. Skotský pojistil svoji pozici jako skotský král a v roce 1328 byla formálně potvrzena i nezávislost Skotska. V písni byly mimo klasických heavy metalových nástrojů použity i skotské dudy a Hammondovy varhany.